# 洛厄尔国家历史公园

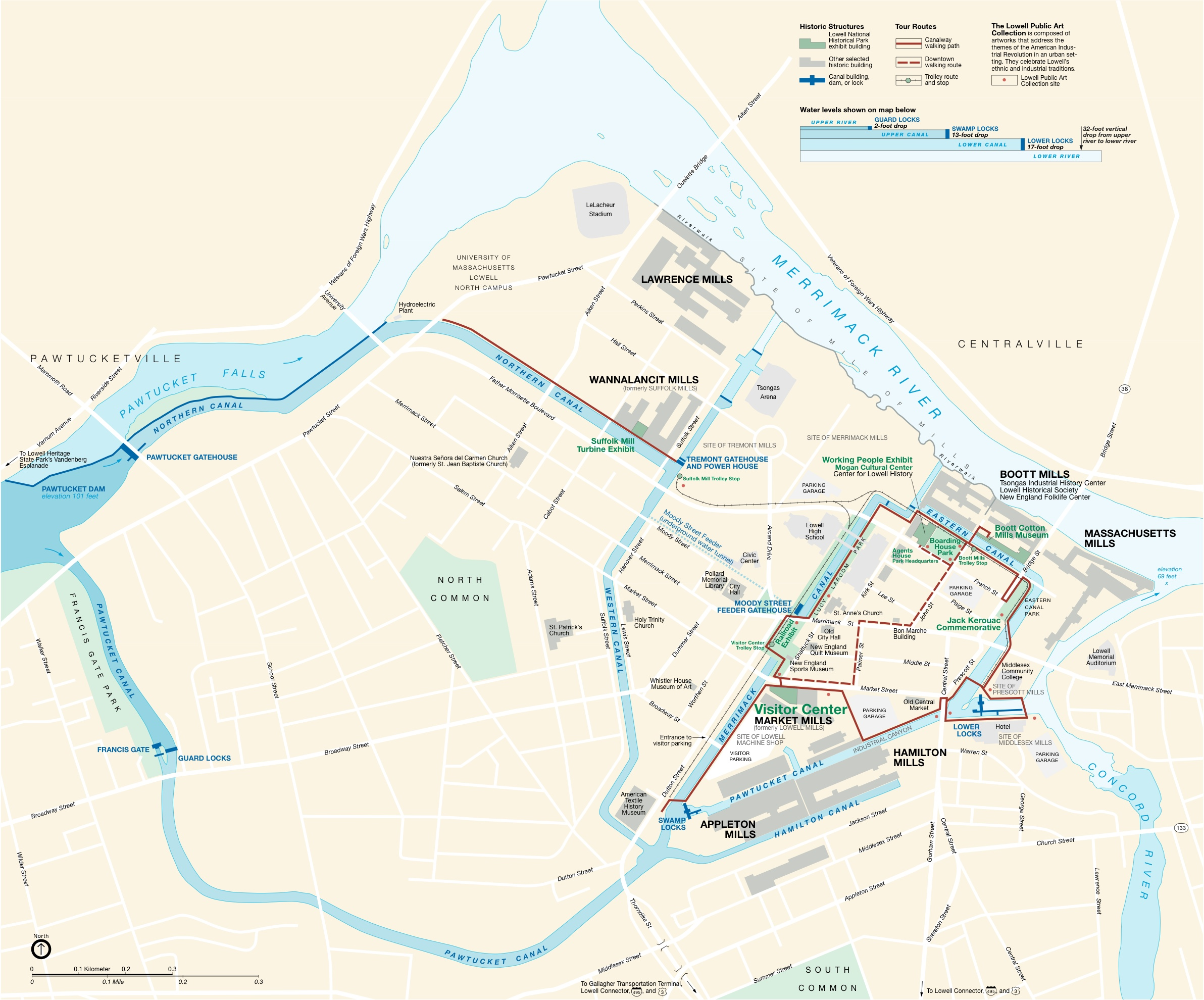
公园官方地图

洛厄尔国家历史公园（Lowell National Historical Park）是美国的一个国家历史公园，位于马萨诸塞州洛厄尔。它于1978年紧随洛厄尔遗产州立公园（Lowell Heritage State Park）成立，由国家公园管理局运营。公园包括洛厄尔市内及周边的多个地点，它们与第一次工业革命时期该市的纺织业有关。2019年，该公园作为马萨诸塞州的代表被刻上美国美丽国家公园25美分纪念币。